# Тарасов Альберт Валерійович
Альберт Валерійович Тарасов (11 липня 1999, м. Ланівці, Тернопільська область — 26 лютого 2022, Херсонська область, Україна) — український військовослужбовець, солдат Збройних Сил України, учасник російсько-української війни. Кавалер ордена «За мужність» III ступеня (2022, посмертно).

## Життєпис
Альберт Тарасов народився 11 липня 1999 року в місті Ланівцях, нині Лановецької громади Кременецького району Тернопільської области України.
Військову службу проходив у 80-й окремій десантно-штурмовій бригаді. Загинув 26 лютого 2022 року в боях на Херсонщині.
Похований 8 квітня 2022 року у родинному місті.

## Нагороди
- орден «За мужність» III ступеня (21 квітня 2022, посмертно) — за особисту мужність і самовіддані дії, виявлені у захисті державного суверенітету та територіальної цілісності України, вірність військовій присязі[1].